# Leonardo Saggioro
Leonardo Saggioro, também conhecido como Cascão (Juiz de Fora, 7 de março de 1989) é um lutador brasileiro de Brazilian Jiu Jitsu campeão da Copa do Mundo em Abu Dhabi em 2014 em sua categoria. Leo é um faixa preta do mestre Ricardo Marques e compete pela academia Brazilian Top Team Juiz de Fora. Ricardo Marques deu o apelido de Cascão, pelo fato de Saggioro ter um corte de cabelo parecido como do Cascão da Turma da Mônica.

## Biografia
Leonardo Saggioro nasceu em 7 de março de 1989, em Juiz de Fora, cidade do interior do estado de Minas Gerais, a aproximadamente 40 quilômetros da divisa do estado com o Rio de Janeiro.
Minas Gerais tem uma curta mas próspera história no jiu-jitsu, tendo em Ricardo Marques um dos treinadores mais reverenciados dos estados. Foi sob a orientação de Marques que Leo Saggioro iniciou sua carreira no jiu-jitsu, aos 13 anos.
Saggioro começou a competir cedo e a fazer nome no seu próprio estado e no vizinho Rio de Janeiro. Sua reputação atingiu proporções internacionais logo após completar 18 anos, quando conquistou seu primeiro título mundial da IBJJF na faixa-roxa.
Continuando uma próspera campanha na faixa-marrom, Cascão finalmente conquistou a faixa-preta no segundo semestre de 2010, logo após mais uma atuação positiva no ‘Mundial’ pelas mãos de seu antigo instrutor Ricardo Marques. Seu impacto nesta nova divisão foi sentido quase que imediatamente com a medalha de prata no Brasileiro (CBJJ Brasileiro).
Em 2015, Leonardo Saggioro foi convidado para o Canadá, onde foi oferecido um cargo de treinador em tempo integral em uma escola afiliada do Brazilian Top Team. Uma oferta aceita pelo jovem atleta.

## Raspando Todo Mundo
Em seu currículo ele tem títulos de 2x Campeão Brasileiro Faixa Preta Adulto, Campeão do World Pro em Abu Dhabi, 2x Vice Campeão Mundial Faixa Preta Adulto e muitos outros títulos. O mais impressionante é que conquistou todos esses títulos raspando todos os seus adversários da meia guarda.